# Wilhelm Diefenbach (Politiker, 1869)
Wilhelm Diefenbach (* 24. August 1869 in Mainz; † 13. Dezember 1929 in Güstrow) war ein deutscher Politiker (SPD).

## Leben
Diefenbach hatte eine Lehre in einer Lederfabrik gemacht und kam 1892 als wandernder Geselle nach Güstrow. Dort engagierte er sich seitdem in der SPD. Er war im Konsumverein tätig und in der Gewerkschaft aktiv. 1919 wurde er Mitglied im Verfassunggebenden Landtag von Mecklenburg-Schwerin.